# Platymantis quezoni
Espèce
Platymantis quezoni est une espèce d'amphibiens de la famille des Ceratobatrachidae.

## Répartition
Cette espèce est endémique de Luçon aux Philippines. Elle se rencontre à Atimonan dans la province de Quezon vers 275 m d'altitude.

## Description
Les mâles mesurent de 22,1 à 33,9 mm et les femelles de 32,4 à 39,7 mm.

## Étymologie
Son nom d'espèce lui a été donné en référence au lieu de sa découverte, la province de Quezon.

## Publication originale
- Brown, De Layola, Lorenzo, Diesmos & Diesmos, 2015 : A new species of limestone karst inhabiting forest frog, genus Platymantis (Amphibia: Anura: Ceratobatrachidae: subgenus Lupacolus) from southern Luzon Island, Philippines. Zootaxa, no 4048(2), p. 191–210.